# U55 (潜水艦・初代)

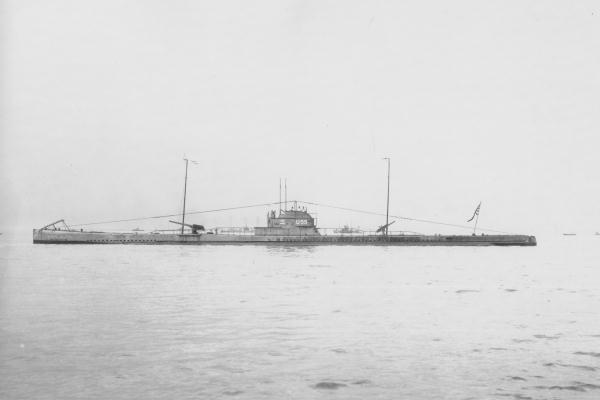
横須賀での〇三潜水艦

U55はドイツ海軍のU51型潜水艦(Uボート)。Ms型とも呼ばれる中型量産潜水艦の1隻。

## 艦歴
ゲルマニア社で建造され、1916年3月18日に進水、同年6月8日に竣工した。14回の任務をこなし、通商破壊によってカルパチアなど65隻の商船を撃沈した。第一次世界大戦終了後ほかの潜水艦とともに連合国の一員であった日本に戦利獲得され、1918年（大正7年）12月19日受領。マルタ島から第二特務艦隊によって横須賀に回航される。日本海軍籍（連合艦隊）には編入されず、潜水艦の実験等に利用された後に解体された。日本における名称は〇三潜水艦（仮称）である。
第二次世界大戦のVIIB型潜水艦U-55についてはU-55を参照のこと。

## 諸元
- 常備排水量：710ｔ
- 全長：65.2m
- 主機：ディーゼル/電動機
- 出力：水上2,400馬力、水中1,200馬力
- 速力：水上17.1kt、水中9.1kt
- 兵装：10.5cm単装砲1門、8.8cm高角砲1門、魚雷発射管4門